# Marià Albert (organista)
Marià Albert (segle XVIII - 15 de novembre de 1810) fou organista del Monestir d'Amer a cavall dels segles XVIII-XIX. Al 1804 es presentà a les oposicions al magisteri de l'orgue de la Catedral de Girona que guanyà Antoni Guiu.